# 木洩れ日の中で
『木洩れ日の中で』（こもれびのなかで、原題: Ulee's Gold）は、1997年のアメリカ映画。
ビクター・ヌネ監督によるヒューマンドラマ映画。主演はピーター・フォンダで、第55回ゴールデングローブ賞主演男優賞 (ドラマ部門)を受賞し、第70回アカデミー賞主演男優賞候補や、インディペンデント・スピリット賞を始めとしたその他多数の映画賞候補にもなる。同アカデミー主演男優賞受賞者は彼の代表作『イージー・ライダー』の共演者ジャック・ニコルソンだった。
老成したピーターが久々に脚光を帯びた佳作ではあったが、日本では劇場未公開でVHSビデオ発売（20世紀フォックス ホーム エンターテイメント ジャパン）のみにとどまった。

## ストーリー
フロリダ州の小さな田舎町で養蜂業を営む初老のユーリー。妻はすでになく男やもめであったが、服役中の息子ジミーからふたりの孫娘ケイシーとペニーを預かり、静かなる生活を送っていた。ある日、刑務所の面会に赴いたユーリーは家出した妻ヘレンを助けてほしいと息子に懇願される。ジミーの不良仲間と関わってしまい、彼らと暮らしているらしい。ユーリーはヘレンをどうにかそこから連れ出すのだが、彼女は重度の麻薬常習者へ成り果てていた。隣人の独身女性の看護師コニーの協力を得ながら、ユーリーたちは家族の絆を取り戻してゆく。

## キャスト
| 役名                 | 俳優                       |
| -------------------- | -------------------------- |
| ユーリー・ジャクソン | ピーター・フォンダ         |
| コニー・ホープ       | パトリシア・リチャードソン |
| ヘレン・ジャクソン   | クリスティン・ダンフォード |
| ジミー・ジャクソン   | トム・ウッド               |
| ケイシー・ジャクソン | ジェシカ・ビール           |
| ペニー・ジャクソン   | バネッサ・ジーマ           |